# Архаична усмивка
Архаичната усмивка е конвенция в древногръцката скулптура, специално от втората четвърт на VI век пр.н.е., според която лицата на изобразяваните хора изразяват застинала усмивка. Почти всички скулптури от този период са изобразени по този начин, без значение от изобразяваната ситуация, както показват находките при разкопки из цяла континентална Гърция, островите в Егейско море, Мала Азия. Някои от най-известните примери на статуи с архаична усмивка са Курос Кройсос, Кората в пеплос и скулптурите на умиращи воини на фронтоните на Храма на Афайя в Егина.
Често се смята, че за древните гърци архаичната усмивка отразява благосъстоянието и цветущото здраве на човека и че скулпторите от този период са изобразявали усмихнати лицата на хората, които са били благословени от боговете за своите действия.
Ричард Ниър излага теорията, че архаичната усмивка е признак за високо обществено положение, тъй като аристократите в много гръцки градове са наричани Geleontes или „сияещите“.
Съществуват обаче и предположения, че този вид усмивка е резултат от технически трудности в издълбаването на извивките на устните върху характерните за архаичната скулптура плоски и четвъртити лица.
- Куросът от Тенея, 560-550 г.пр.н.е., Глиптотеката в Мюнхен
- Глава на курос в Атинския национален археологически музей
- Мосхофорос в Стария музей на Акропола, ок. 570 г.пр.н.е.
- Оброчен сфинкс от Акропола
- Умиращият воин от западния фронтон на Храмът на Афайя, Глиптотеката в Мюнхен